# Ronald Brunmayr
Ronald Brunmayr (Steyr, 17 febbraio 1975) è un allenatore di calcio ed ex calciatore austriaco, di ruolo attaccante, vice allenatore del Crystal Palace.

## Palmarès

### Club
- Coppa d'Austria: 1

Grazer AK: 2001-2002
- Supercoppa d'Austria: 1

Grazer AK: 2002

### Individuale
- Calciatore austriaco dell'anno: 1

2001
- Capocannoniere della Bundesliga: 1

2001-2002 (28 reti)